# Copa de Campeones Femenina de la Concacaf 2025-26
La Copa de Campeones Femenina de la Concacaf 2025-26 (denominada oficialmente como Copa de Campeones W de Concacaf 2025/26) es la 2.ª edición de la competición de clubes femeninos de fútbol de la Concacaf.
El 12 de mayo de 2025, Concacaf publicó detalles clave de la competencia, incluyendo una reducción en el número de equipos de 11 a 10 y la eliminación de la ronda preliminar. 

## Formato
La segunda edición de la Copa de Campeones Femenina de la Concacaf, contará con diez equipos de seis asociaciones miembro de la Concacaf. Los equipos se dividirán en dos grupos de cinco y se enfrentarán en un formato de todos contra todos, con dos partidos de local y dos de visitante por equipo en agosto, septiembre y octubre de 2025. 
Los dos mejores clubes de cada grupo avanzarán a la fase eliminatoria, que se jugará en una sede centralizada en mayo de 2026. La fase eliminatoria incluirá semifinales, un partido por el tercer puesto y una final para determinar al campeón de la competición. Los campeones se clasificarán para la Copa de Campeones Femenina de la FIFA 2027 y la Copa Mundial Femenina de Clubes de la FIFA 2028.

### Criterios de desempate
Los equipos que participan en la fase de grupos se clasifican según sus puntos (3 puntos por victoria, 1 punto por empate, 0 puntos por derrota). Si dos o más equipos tienen el mismo número de puntos, se aplicarán los siguientes criterios de desempate, en el orden indicado, para determinar sus clasificaciones:
1. Diferencia de goles.
2. Goles anotados.
3. Enfrentamientos directos entre equipos empatados.
4. Diferencia de goles en enfrentamientos directos entre equipos empatados.
5. Goles anotados en enfrentamientos directos entre equipos empatados.
6. Menor número de puntos disciplinarios (tarjeta amarilla, 1 punto; doble tarjeta amarilla, tres puntos; tarjeta roja directa, 4 puntos; tarjeta roja después de una tarjeta amarilla, 5 puntos).
7. Sorteo.

## Distribución de cupos
| Ronda                       | Equipos participantes en esta ronda | Equipos clasificados de la ronda previa                                      |
| --------------------------- | --- | ---------------------------------------------------------------------------- |
| Fase de grupos (10 equipos) | - 1 equipo de Canadá - 1 equipo de Costa Rica - 1 equipo de El Salvador - 3 equipos de Estados Unidos - 3 equipos de México - 1 equipo de Panamá | —                                                                            |
| Fase final (4 equipos)      | – | - 2 ganadores de la fase de grupos - 2 segundos lugares de la fase de grupos |

## Calendario
El calendario aprobado por la Concacaf es el siguiente:
| Fase            | Ronda                       | Fecha de partidos                        |
| --------------- | --------------------------- | ---------------------------------------- |
| Fase de egrupos | Jornada 1                   | 19 al 21 de agosto de 2025               |
| Fase de egrupos | Jornada 2                   | 2 y 4 de septiembre de 2025              |
| Fase de egrupos | Jornada 3                   | 16 y 18 de septiembre de 2025            |
| Fase de egrupos | Jornada 4                   | 30 de septiembre al 2 de octubre de 2025 |
| Fase de egrupos | Jornada 5                   | 14 al 16 de octubre de 2025              |
| Fase final      | Semifinales                 | 20 de mayo de 2026                       |
| Fase final      | Partido por el tercer lugar | 23 de mayo de 2026                       |
| Fase final      | Final                       | 23 de mayo de 2026                       |

## Equipos participantes
En cursiva los equipos debutantes en la competición.
| País o Región          | Equipo                                    | Vía de clasificación |
| ---------------------- | ----------------------------------------- | --- |
| Canadá 1 cupo          | Vancouver Rise FC                         | Campeón del campeonato interprovincial League1 Canada 2024 |
| Costa Rica 1 cupo      | Alajuelense                               | Campeón de los torneos Apertura 2024 y Clausura 2024 de la Primera División Femenina de Costa Rica                                                                                       |
| El Salvador 1 cupo     | Alianza Women                             | Campeón de los torneos Apertura 2024 y Clausura 2025 de la Primera División Femenina de El Salvador                                                                                      |
| Estados Unidos 3 cupos | Orlando Pride Washington Spirit Gotham FC | Campeón de la National Women's Soccer League 2024 y del Nacional Women's Soccer League 2024 Shield Mejor clasificado en la NWSL 2024 Segundo mejor clasificado en la NWSL 2024           |
| México 3 cupos         | Monterrey Pachuca América                 | Campeón del Torneo Apertura 2024 de la Liga MX Femenil Campeón del Torneo Clausura 2025 de la Liga MX Femenil Subcampeón mejor clasificado en la tabla acumulada de la temporada 2024-25 |
| Panamá 1 cupo          | Chorrillo FC                              | Ganador del play-off de campeones del Clausura 2024 y del Apertura 2025 de la Liga de Fútbol Femenino de Panamá                                                                          |

### Localidad de los equipos
Distribución geográfica de las sedes de los equipos ya clasificados.

## Sorteo
El sorteo de la fase de grupos se realizó el 3 de junio de 2025 a las 20:00 (UTC -4) en la sede de la Concacaf, ubicada en Miami, Florida, Estados Unidos. Los equipos se dividieron en cinco bombos de dos equipos cada uno. 
| Bombo 1                             | Bombo 2                                           | Bombo 3                             | Bombo 4                                         | Bombo 5                                      |
| ----------------------------------- | ------------------------------------------------- | ----------------------------------- | ----------------------------------------------- | -------------------------------------------- |
| - Gotham FC (USA3) - América (MEX3) | - Orlando Pride (USA1) - Washington Spirit (USA2) | - Pachuca (MEX2) - Monterrey (MEX1) | - Alajuelense (CRC1) - Vancouver Rise FC (CAN1) | - Chorrillo FC (PAN1) - Alianza Women (SLV1) |

## Fase de grupos

### Grupo A
| Pos. | Equipo        | Pts. | PJ | G | E | P | GF | GC | Dif. | Clasificación |
| ---- | ------------- | ---- | -- | - | - | - | -- | -- | ---- | ------------- |
| 1    | Pachuca       | 3    | 1  | 1 | 0 | 0 | 6  | 0  | +6   | Fase final    |
| 2    | América       | 0    | 0  | 0 | 0 | 0 | 0  | 0  | 0    | Fase final    |
| 3    | Orlando Pride | 0    | 0  | 0 | 0 | 0 | 0  | 0  | 0    |               |
| 4    | Alajuelense   | 0    | 0  | 0 | 0 | 0 | 0  | 0  | 0    |               |
| 5    | Chorrillo FC  | 0    | 1  | 0 | 0 | 1 | 0  | 6  | −6   |               |

 Fuente: CONCACAF W Champions Cup

#### Partidos
- Los horarios corresponden al huso horario EDT (UTC-4).

| 19 de agosto de 2025, 22:00 | Pachuca                                                                  | 6:0 (2:0) | Chorrillo FC | Estadio Hidalgo, Pachuca |                         |
|                             | Orejel 19' · Mauleón 22' · P. García 52' · Ihezuo 68' · Nicosia 83', 86' | Reporte   |              | Árbitro(s): Deily Gómez  | Árbitro(s): Deily Gómez |

| 20 de agosto de 2025, 22:00 | Alajuelense | vs. | América | Estadio Alejandro Morera Soto, Alajuela |  |
|                             |             |     |         | Árbitro(s):                             |  |

| 2 de septiembre de 2025, 19:00 | Orlando Pride | vs. | Alajuelense | Inter&Co Stadium, Orlando |  |
|                                |               |     |             | Árbitro(s):               |  |

| 3 de septiembre de 2025, 21:00 | Chorrillo FC | vs. | América | Estadio Rommel Fernández, Ciudad de Panamá |  |
|                                |              |     |         | Árbitro(s):                                |  |

| 16 de septiembre de 2025, 20:00 | Chorrillo FC | vs. | Orlando Pride | Estadio Rommel Fernández, Ciudad de Panamá |  |
|                                 |              |     |               | Árbitro(s):                                |  |

| 18 de septiembre de 2025, 21:00 | América | vs. | Pachuca | Estadio de la Ciudad de los Deportes, Ciudad de México |  |
|                                 |         |     |         | Árbitro(s):                                            |  |

| 30 de septiembre de 2025, 21:00 | América | vs. | Orlando Pride | Estadio de la Ciudad de los Deportes, Ciudad de México |  |
|                                 |         |     |               | Árbitro(s):                                            |  |

| 1 de octubre de 2025, 21:00 | Pachuca | vs. | Alajuelense | Estadio Hidalgo, Pachuca |  |
|                             |         |     |             | Árbitro(s):              |  |

| 14 de octubre de 2025, 21:00 | Alajuelense | vs. | Chorrillo FC | Estadio Alejandro Morera Soto, Alajuela |  |
|                              |             |     |              | Árbitro(s):                             |  |

| 15 de octubre de 2025, 20:15 | Orlando Pride | vs. | Pachuca | Inter&Co Stadium, Orlando |  |
|                              |               |     |         | Árbitro(s):               |  |

### Grupo B
| Pos. | Equipo            | Pts. | PJ | G | E | P | GF | GC | Dif. | Clasificación |
| ---- | ----------------- | ---- | -- | - | - | - | -- | -- | ---- | ------------- |
| 1    | Washington Spirit | 3    | 1  | 1 | 0 | 0 | 7  | 0  | +7   | Fase final    |
| 2    | Gotham FC         | 0    | 0  | 0 | 0 | 0 | 0  | 0  | 0    | Fase final    |
| 3    | Monterrey         | 0    | 0  | 0 | 0 | 0 | 0  | 0  | 0    |               |
| 4    | Vancouver Rise FC | 0    | 0  | 0 | 0 | 0 | 0  | 0  | 0    |               |
| 5    | Alianza Women     | 0    | 1  | 0 | 0 | 1 | 0  | 7  | −7   |               |

 Fuente: CONCACAF W Champions Cup

#### Partidos
- Los horarios corresponden al huso horario EDT (UTC-4).

| 19 de agosto de 2025, 20:00 | Alianza Women | 0:7 (0:2) | Washington Spirit                                                                      | Estadio Las Delicias, Santa Tecla |                         |
|                             |               | Reporte   | Kouassi 21' (pen.), 52', 59' · Ricketts 24' · Ratcliffe 49' · Rodman 56' · Cantore 89' | Árbitro(s): Merlin Soto           | Árbitro(s): Merlin Soto |

| 20 de agosto de 2025, 19:00 | Gotham FC | vs. | Monterrey | Estadio Icahn, Nueva York |  |
|                             |           |     |           | Árbitro(s):               |  |

| 2 de septiembre de 2025, 21:00 | Alianza Women | vs. | Gotham FC | Estadio Nacional Jorge «El Mágico» González, San Salvador |  |
|                                |               |     |           | Árbitro(s):                                               |  |

| 3 de septiembre de 2025, 19:00 | Washington Spirit | vs. | Vancouver Rise FC | Audi Field, Washington D. C. |  |
|                                |                   |     |                   | Árbitro(s):                  |  |

| 16 de septiembre de 2025, 22:00 | Vancouver Rise FC | vs. | Gotham FC | Estadio Swangard, Burnaby |  |
|                                 |                   |     |           | Árbitro(s):               |  |

| 17 de septiembre de 2025, 21:00 | Monterrey | vs. | Alianza Women | Estadio BBVA, Guadalupe |  |
|                                 |           |     |               | Árbitro(s):             |  |

| 1 de octubre de 2025, 19:00 | Gotham FC | vs. | Washington Spirit | Subaru Park, Chester |  |
|                             |           |     |                   | Árbitro(s):          |  |

| 2 de octubre de 2025, 21:00 | Monterrey | vs. | Vancouver Rise FC | Estadio BBVA, Guadalupe |  |
|                             |           |     |                   | Árbitro(s):             |  |

| 15 de octubre de 2025, 18:15 | Washington Spirit | vs. | Monterrey | Audi Field, Washington D. C. |  |
|                              |                   |     |           | Árbitro(s):                  |  |

| 16 de octubre de 2025, 22:00 | Vancouver Rise FC | vs. | Alianza Women | Willoughby Community Park, Langley |  |
|                              |                   |     |               | Árbitro(s):                        |  |